# KK Cibona

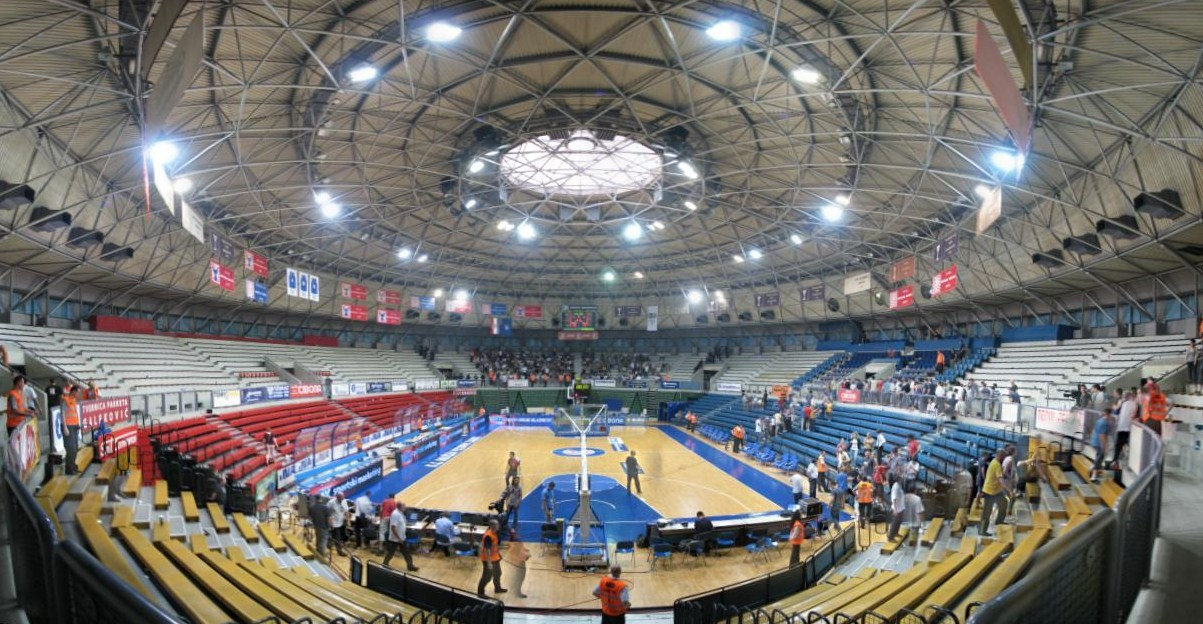
Hala Dražena Petroviće

Košarkaški klub Cibona je basketbalový klub, který sídlí v chorvatském hlavním městě Záhřebu. Účinkuje v chorvatské nejvyšší soutěži nazvané A-1 Liga a v mezinárodní Jadranské lize. Domácí zápasy hraje v Hale Dražena Petroviće pro 5 400 diváků. Klubové barvy jsou modrá a bílá, tým je známý také pod přezdívkou Vukovi s Tuškanca (Vlci z Tuškance).
Klub byl založen 24. dubna 1946 pod názvem Sloboda, od roku 1950 do roku 1975 nesl název Lokomotiva. Pak se sponzory staly čtyři záhřebské potravinářské firmy: Kraš (cukrovinky), Franck (kávovina), Badel 1862 (alkoholické nápoje) a Voće (ovoce), tým proto přijal název Cibona, vzniklý zkrácením latinského výrazu cibus bonus (dobré jídlo).
Slavná éra klubu nastala v osmdesátých letech pod vedením trenéra Mirka Novosela. Vyhrál Pohár evropských mistrů v letech 1985 a 1986, v roce 1985 získal tzv. trojkorunu, když vyhrál zároveň domácí ligu, domácí pohár a nejdůležitější evropskou klubovou soutěž. V době války v Jugoslávii hrál klub domácí zápasy evropských soutěží ve španělském Puerto Real. V důsledku ekonomické krize se Cibona dostala do finančních potíží, kvůli kterým se roku 2014 odhlásila z Euroligy, také v domácí lize ji o dlouholetou dominanci připravil KK Cedevita.
Největšími hvězdami klubu, jejichž čísla dresů po nich nesmí nikdo používat, byli Mihovil Nakić, Dražen Petrović a Andro Knego. Za Cibonu hráli také mistři světa Krešimir Ćosić a Nikola Plećaš.
Fanoušci klubu založili sdružení Udruga navijača Cibone Smogovci, pojmenované podle populárního televizního seriálu Smogovci.

## Úspěchy
- Mistr Chorvatska: 1991-92, 1992–93, 1993–94, 1994–95, 1995–96, 1996–97, 1997–98, 1998–99, 1999-00, 2000–01, 2001–02, 2003–04, 2005–06, 2006–07, 2008–09, 2009-10, 2011-12, 2012-13
- Vítěz chorvatského poháru: 1994-95, 1995–96, 1998–99, 2000–01, 2001–02, 2008–09, 2012–13
- Mistr Jugoslávie: 1981-82, 1983-84, 1984-85
- Vítěz jugoslávského poháru: 1968-69, 1979–80, 1980–81, 1981–82, 1982–83, 1984–85, 1985–86, 1987-88
- Vítěz Euroligy: 1984-85, 1985-86
- Vítěz Poháru vítězů: 1981-82, 1986-87
- Vítěz Koračova poháru: 1972
- Vítěz Jadranské ligy: 2013-14